# Saison 2015 de la MLL
Navigation
2014 2016
La saison 2015 de la Major League Lacrosse sera la 15e saison depuis la création de la ligue et la 4e faisant s'affronter un total de 8 équipes. Le premier match de la saison a opposé les Rattlers de Rochester aux Hounds de Charlotte le dimanche 12 avril. La finale du championnat se tiendra le samedi 8 août 2015 au Fifth Third Bank Stadium à Atlanta. Le MLL All-Star Game 2015 a lieu le samedi 13 juin 2015 à Houston.
Les Lizards de New York remportent la finale du championnat sur le score de 15 à 12 face au Rattlers de Rochester.

## Changements majeurs intervenus durant l'intersaison
Plusieurs joueurs majeurs de la ligue annoncent leur retraite sportive durant l'intersaison : Kyle Dixon (8 années en MLL), Ryan Boyle (11 années), Lee Zink (11 années), Kevin Leveille (11 années).
Paul Rabil quitte les Cannons de Boston pour les Lizards de New York. Ce mouvement est qualifié par certains journalistes de plus "gros échange" jamais arrivé en MLL. Ce transfert fait l'objet d'une série de reportages appelée The Move, diffusée sur YouTube et réalisée par The Lacrosse Network.

## Transferts durant la saison
Le 25 avril 2014, les Outlaws de Denver acquièrent Erik Adamson en provenance des Bayhawks de Chesapeake en échange de Nikko Pontrello.
Le 5 mai 2015, Miles Thompson, en provenance des Rattlers de Rochester, est acquis par le Launch de Floride en échange de Mike Poppleton, Kevin Rice et un sixième tour de la Supplemental Draft 2016. Il rejoint ainsi un effectif dans lequel évolue son frère Lyle Thompson, premier sélectionné de la draft 2015.

## Records et faits marquants
Les Bayhawks de Chesapeake deviennent la première équipe de la Major League Lacrosse a remporté 100 victoires en saison régulière.
Le gardien de but du Launch de Floride, Brett Queener, connu pour ses relances rapides et son jeu offensif, inscrit son premier but de la saison face aux Bayhawks de Chesapeake lors de la deuxième semaine de jeu.
A l'occasion de la 5e semaine de la saison, Paul Rabil inscrit son 200e but en MLL, face à son ancienne équipe, les Cannons de Boston.
Le 17 mai, lors du match opposant les Cannons aux Rattlers, la franchise de Boston organise une cérémonie en l'honneur de l'ex-joueur et capitaine de l'équipe Ryan Boyle. Son numéro #14 est alors retiré. Boyle devient le premier joueur de la MLL à voir son jersey retiré. Le 25 juillet, à l'occasion du dernier match de la saison, les Outlaws de Denver retirent le jersey #29 de Lee Zink.
Les Lizards de New York restent invaincus pendant les 8 premiers matchs de la saison. Ils perdent leur premier match le 20 juin 2015 face aux Hounds de Charlotte.
Le dimanche 12 juillet, Tyler Fiorito égale le record de Greg Cattrano de sauvetages (arrêt d'un tir cadré) en une saison (206).
Le spécialiste du face-off des Lizards de New York, Greg Gurenlian, établit un nouveau record en valeur et en volume du plus grand nombre de face-offs remportés en une saison avec 280 face-offs gagnés soit 73,2%. Il devient également le leader en termes de balles au sol récupérées en une saison avec 175 récupérations.

## Diffusion télévisuelle
Les 56 matchs de la saison régulière sont diffusés sur ESPN3. La chaîne dispose de l'exclusivité pour 23 d'entre eux.
16 réseaux régionaux diffusent les 27 matchs pour lesquels ESPN3 n'a pas l'exclusivité.
CBS Sports Network diffuse le All-Star Game, les deux matchs de playoffs et la finale du championnat.

## Classement

### Classement saison régulière
La saison régulière s'est tenue 12 avril du au 25 juillet. Chaque équipe a affronté à deux reprises les 7 autres équipes de la ligue pour un total de 14 matchs.
| Equipe                | V  | D  | Qualifié pour les playoffs |
| --------------------- | -- | -- | -------------------------- |
| Lizards de New York   | 10 | 4  | x                          |
| Machine de l'Ohio     | 9  | 5  | x                          |
| Cannons de Boston     | 8  | 6  | x                          |
| Rattlers de Rochester | 8  | 6  | x                          |
| Outlaws de Denver     | 7  | 7  |                            |
| Bayhawks de Chesapeak | 6  | 8  |                            |
| Launch de Floride     | 5  | 9  |                            |
| Hounds de Charlotte   | 3  | 11 |                            |

### Playoffs

#### Demi-finale
Les demi-finales se sont tenues le dimanche 1e août 2015.
Lizards de New York 16-15 Cannons de Boston (victoire en prolongation)
Machine de l'Ohio 8-12 Rattlers de Rochester

#### Finale
La finale du championnat s'est tenue le samedi 8 août 2015 à Fifth Third Bank Stadium à Kennesaw State University, près d'Atlanta.
Le match a rassemblé 8 764 spectateurs.
Les Lizards de New York l'ont emporté sur le score de 15 à 12 face aux Rattlers de Rochester.
Paul Rabil a été élu joueur du match.
Le prix des tickets pour la finale variait en fonction de la catégorie de sièges :
- End-zone : 20 dollars
- Zone elite : 30 dollars en réservation / 40 dollars le jour du match
- Siège au niveau du terrain : 100 dollars
- Autres places : 20 dollars en réservation / 30 dollars le jour du match

## Récompenses

### Récompenses hebdomadaires
Chaque semaine, la MLL et ses partenaires décernent des récompenses individuelles aux meilleurs joueurs de la semaine.
Le titre "Joueur du match" est attribué à un seul joueur sur chaque match joué.
| Semaine | Nom                | Equipe                 | Type                         | Performance                                                   |
| ------- | ------------------ | ---------------------- | ---------------------------- | ------------------------------------------------------------- |
| 1       | Jordan Wolf        | Rattlers de Rochester  | Joueur du match              | 4 buts, 4/5 SOG, 2 GB                                         |
| 1       | Max Seibald        | Cannons de Boston      | Joueur du match              | 3 buts, 4 GB                                                  |
| 1       | Matt Gibson        | Lizards de New York    | Joueur du match              | 4 buts, 4/4 SOG                                               |
| 1       | Jordan Wolf        | Rattlers de Rochester  | Offensive Player of the week | 4 buts, 4/5 SOG, 2 GB                                         |
| 1       | Chad Wiedmaier     | Cannons de Boston      | Defensive Player of the week |                                                               |
| 1       | Brendan Fowler     | Hounds de Charlotte    | Face-off Athlete of the week | 16/23 FO, 4 GB                                                |
| 2       | Michael Bocklet    | Outlaws de Denver      | Joueur du match              | 4 buts, 4/4 SOG                                               |
| 2       | Greg Gurenlian     | Lizards de New York    | Joueur du match              | 23/26 FO, 16 GB                                               |
| 2       | Ben Rubeor         | Bayhawks de Chesapeake | Joueur du match              | 5 buts, 5/6 SOG, 4 GB                                         |
| 2       | Michael Bocklet    | Outlaws de Denver      | Offensive Player of the week | 4 buts, 4/4 SOG                                               |
| 2       | Greg Gurenlian     | Lizards de New York    | Defensive Player of the week | 23/26 FO, 16 GB                                               |
| 2       | Greg Gurenlian     | Lizards de New York    | Face-off Athlete of the week | 23/26 FO, 16 GB                                               |
| 3       | Paul Rabil         | Lizards de New York    | Joueur du match              | 4 buts, 1 A, 5/7 SOG                                          |
| 3       | Mike Sawyer        | Hounds de Charlotte    | Joueur du match              | 2 buts, marque le but de la victoire en OT                    |
| 3       | Nicky Polanco      | Bayhawks de Chesapeake | Joueur du match              |                                                               |
| 3       | Matt Mackrides     | Bayhawks de Chesapeake | Offensive Player of the week | 4 buts, 3 A, 4/7 SOG                                          |
| 3       | Kevin Drew         | Hounds de Charlotte    | Defensive Player of the week | 1 buts, 1 A, 1/1 SOG, 2 GB                                    |
| 3       | Greg Gurenlian     | Lizards de New York    | Face-off Athlete of the week | 22/28 FO, 12 GB                                               |
| 4       | Paul Rabil         | Lizards de New York    | Joueur du match              | 3 Buts (2 à 2pts), 2 A, 1 GB, 3/5 SOG                         |
| 4       | Tom Schreiber      | Machine de l'Ohio      | Joueur du match              | 3 buts, 1 A, 3/4 SOG, 1 GB                                    |
| 4       | Jeremy Sieverts    | Outlaws de Denver      | Joueur du match              | 3 buts, 1 A, 3/6 SOG, 1 GB                                    |
| 4       | Jordan MacIntosh   | Rattlers de Rochester  | Joueur du match              | 4 buts (dont le but de la victoire en OT), 1 A, 4/4 SOG, 1 GB |
| 4       | Paul Rabil         | Lizards de New York    | Offensive Player of the week | 3 Buts (2 à 2pts), 2 A, 1 GB, 3/5 SOG                         |
| 4       | Brian Phipps       | Machine de l'Ohio      | Defensive Player of the week |                                                               |
| 4       | Craig Bunker       | Cannons de Boston      | Face-off Athlete of the week | 19/28 FO, 14 GB                                               |
| 5       | Rob Pannell        | Lizards de New York    | Joueur du match              | 3 buts, 2 A                                                   |
| 5       | Kieran McArdle     | Launch de Floride      | Joueur du match              | 5 buts, 2 A, 5/5 SOG                                          |
| 5       | Jordan Wolf        | Rattlers de Rochester  | Joueur du match              | 3 buts, 2 A, 3/5 SOG                                          |
| 5       | Matt Mackrides     | Bayhawks de Chesapeake | Joueur du match              | 3 buts, 3/5 SOG                                               |
| 5       | Kieran McArdle     | Launch de Floride      | Offensive Player of the week | 5 buts, 2 A, 5/5 SOG                                          |
| 5       | Joel White         | Rattlers de Rochester  | Defensive Player of the week |                                                               |
| 5       | Greg Gurenlian     | Lizards de New York    | Face-off Athlete of the week | 23/30 FO, 14 GB                                               |
| 6       | Marcus Holman      | Machine de l'Ohio      | Joueur du match              | 6 buts, 6/10 SOG                                              |
| 6       | Mike Stone         | Lizards de New York    | Joueur du match              | 3 buts, 1 A, 3/3 SOG                                          |
| 6       | John Grant Jr.     | Outlaws de Denver      | Joueur du match              | 2 buts, 2 A, 3 GB                                             |
| 6       | Will Manny         | Cannons de Boston      | Joueur du match              | 5 buts, 4 A, 5/8 SOG                                          |
| 6       | Will Manny         | Cannons de Boston      | Offensive Player of the week | 5 buts, 4 A, 5/8 SOG                                          |
| 6       | Dillon Roy         | Outlaws de Denver      | Defensive Player of the week |                                                               |
| 6       | Greg Gurenlian     | Lizards de New York    | Face-off Athlete of the week | 28/32 FO, 18 GB                                               |
| 7       | Kevin Buchanan     | Cannons de Boston      | Joueur du match              |                                                               |
| 7       | Greg Puskuldjian   | Machine de l'Ohio      | Joueur du match              |                                                               |
| 7       | John Grant Jr      | Outlaws de Denver      | Joueur du match              |                                                               |
| 7       | Kyle Harrison      | Machine de l'Ohio      | Offensive Player of the week |                                                               |
| 7       | Dillon Roy         | Outlaws de Denver      | Defensive Player of the week |                                                               |
| 7       | Anthony Kelly      | Outlaws de Denver      | Face-off Athlete of the week |                                                               |
| 7       | Joey Sankey        | Hounds de Charlotte    | Rookie of the week           |                                                               |
| 8       | Brian Philipps     | Machine de l'Ohio      | Joueur du match              | 10 saves                                                      |
| 8       | Jordan Wolf        | Rattlers de Rochester  | Joueur du match              | 6 buts, 1 A                                                   |
| 8       | Davey Emala        | Cannons de Boston      | Joueur du match              | 3 buts, 1 A                                                   |
| 8       | Rob Pannell        | Lizards de New York    | Joueur du match              | 5 buts, 2 A                                                   |
| 8       | Jordan Wolf        | Rattlers de Rochester  | Offensive Player of the week | 6 buts, 1 A                                                   |
| 8       | Chad Wiedmaier     | Cannons de Boston      | Defensive Player of the week |                                                               |
| 8       | Greg Gurenlian     | Lizards de New York    | Face-off Athlete of the week | 25/35 FO, 18 GB                                               |
| 8       | Jimmy Bitter       | Machine de l'Ohio      | Rookie of the week           | 3 buts, 1 A                                                   |
| 9       | Rob Pannell        | Lizards de New York    | Joueur du match              |                                                               |
| 9       | Jake Bernhardt     | Machine de l'Ohio      | Joueur du match              |                                                               |
| 9       | Joe Walters        | Bayhawks de Chesapeake | Joueur du match              |                                                               |
| 9       | Jordan Wolf        | Rattlers de Rochester  | Joueur du match              |                                                               |
| 9       | Joe Walters        | Bayhawks de Chesapeake | Offensive Player of the week |                                                               |
| 9       | John Galloway      | Rattlers de Rochester  | Defensive Player of the week |                                                               |
| 9       | Greg Gurenlian     | Lizards de New York    | Face-off Athlete of the week | 27/31 FO, 21 GB                                               |
| 9       | Kevin Rice         | Rattlers de Rochester  | Rookie of the week           | 2 buts, 2 A                                                   |
| 10      | Joey Sankey        | Hounds de Charlotte    | Joueur du match              |                                                               |
| 10      | Max Seibald        | Cannons de Boston      | Joueur du match              |                                                               |
| 10      | Tyler Fiorito      | Bayhawks de Chesapeake | Joueur du match              |                                                               |
| 10      | John Grant Jr.     | Outlaws de Denver      | Joueur du match              |                                                               |
| 10      | John Grant Jr.     | Outlaws de Denver      | Offensive Player of the week |                                                               |
| 10      | Tyler Fiorito      | Bayhawks de Chesapeake | Defensive Player of the week |                                                               |
| 10      | Christopher Mattes | Launch de Floride      | Face-off Athlete of the week |                                                               |
| 10      | Joey Sankey        | Hounds de Charlotte    | Rookie of the week           |                                                               |
| 11      | Kieran McArdle     | Launch de Floride      | Joueur du match              |                                                               |
| 11      | Kevin Cunningham   | Hounds de Charlotte    | Joueur du match              |                                                               |
| 11      | Marcus Holman      | Machine de l'Ohio      | Joueur du match              |                                                               |
| 11      | Kevin Buchanan     | Cannons de Boston      | Joueur du match              |                                                               |
| 11      | Kevin Cunningham   | Hounds de Charlotte    | Offensive Player of the week |                                                               |
| 11      | Scott Ratliff      | Cannons de Boston      | Defensive Player of the week |                                                               |
| 11      | Brendan Fowler     | Hounds de Charlotte    | Face-off Athlete of the week |                                                               |
| 11      | Connor Buczek      | Launch de Floride      | Rookie of the week           |                                                               |
| 12      | Drew Adams         | Lizards de New York    | Joueur du match              |                                                               |
| 12      | Lyle Thompson      | Launch de Floride      | Joueur du match              |                                                               |
| 12      | Mike Ploppeton     | Rattlers de Rochester  | Joueur du match              |                                                               |
| 12      | Davey Emala        | Cannons de Boston      | Joueur du match              |                                                               |
| 12      | Lyle Thompson      | Launch de Floride      | Offensive Player of the week |                                                               |
| 12      | Drew Adams         | Lizards de New York    | Defensive Player of the week |                                                               |
| 12      | Greg Gurelian      | Lizards de New York    | Face-off Athlete of the week |                                                               |
| 12      | Ryan Tucker        | Cannons de Boston      | Rookie of the week           |                                                               |
| 13      | Rob Pannell        | Lizards de New York    | Joueur du match              |                                                               |
| 13      | Lyle Thompson      | Launch de Floride      | Joueur du match              |                                                               |
| 13      | Peter Baum         | Machine de l'Ohio      | Joueur du match              |                                                               |
| 13      | Kevin Rice         | Rattlers de Rochester  | Joueur du match              |                                                               |
| 13      | Lyle Thompson      | Launch de Floride      | Offensive Player of the week |                                                               |
| 13      | Greg Gurenlian     | Lizards de New York    | Defensive Player of the week |                                                               |
| 13      | Greg Gurenlian     | Lizards de New York    | Face-off Athlete of the week |                                                               |
| 13      | Kevin Rice         | Rattlers de Rochester  | Rookie of the week           |                                                               |
| 14      | Scott Ratliff      | Cannons de Boston      | Joueur du match              |                                                               |
| 14      | Kyle Denhoff       | Rattlers de Rochester  | Joueur du match              |                                                               |
| 14      | Brian Phipps       | Machine de l'Ohio      | Joueur du match              |                                                               |
| 14      | Dillon Roy         | Outlaws de Denver      | Joueur du match              |                                                               |
| 14      | Mike Bocklet       | Outlaws de Denver      | Offensive Player of the week |                                                               |
| 14      | Scott Ratliff      | Cannons de Boston      | Defensive Player of the week |                                                               |
| 14      | Greg Puskuldjian   | Machine de l'Ohio      | Face-off Athlete of the week | 16/26 FO, 9 GB, 1 A                                           |
| 14      | Jimmy Bitter       | Lizards de New York    | Rookie of the week           | 3 buts, 1 but à 2pts                                          |

### Récompenses annuelles
Joueur de l'année : Greg Gurenlian - Lizards de New York
Joueur offensif de l'année : Jordan Wolf - Rattlers de Rochester
Joueur défensif de l'année : Joe Fletcher - Lizards de New York
Gardien de l'année : Drew Adams - Lizards de New York
Joueur ayant le plus progressé : Davey Emala - Cannon de Boston
Rookie de l'année : Joey Sankey - Hounds de Charlotte
Spécialiste du face-off de l'année : Greg Gurenlian
Coach de l'année : John Tucker

### All-Pro Team 2015
Le roster est composé à la suite d'un vote des coaches et des managers de chaque équipe. Chaque joueur peut obtenir un maximum de 16 votes.
| Joueur         | Equipe                | Votes | Position  |
| -------------- | --------------------- | ----- | --------- |
| Jordan Wolf    | Rattlers de Rochester | 16/16 | Attaquant |
| Rob Pannell    | Lizards de New York   | 16/16 | Attaquant |
| Kieran McArdle | Launche de Floride    | 14/16 | Attaquant |
| Greg Gurenlian | Lizards de New York   | 15/16 | Face-off  |
| Tom Schreiber  | Machine de l'Ohio     | 16/16 | Milieu    |
| Paul Rabil     | Lizards de New York   | 14/16 | Milieu    |
| Drew Snider    | Outlaws de Denver     | 6/16  | Milieu    |
| Tucker Durkin  | Launch de Floride     | 13/16 | Défenseur |
| Joe Fletcher   | Lizards de New York   | 13/16 | Défenseur |
| Scott Ratliff  | Cannons de Boston     | 13/16 | Défenseur |
| Joel White     | Rattlers de Rochester | 6/16  | Défenseur |
| Drew Adams     | Lizards de New York   | 7/16  | Gardien   |